# Reguliersgracht
Le Reguliersgracht  est un canal secondaire situé dans l'arrondissement Centrum de la ville d'Amsterdam aux Pays-Bas. Perpendiculaire aux quatre canaux qui constituent le Grachtengordel, et suivant un tracé quasiment parallèle à l'Amstel, il permet de relier le Lijnbaansgracht au sud au Herengracht situé plus au nord. À l'instar de plusieurs segments d'autres canaux du Grachtengordel, il fut conçu dans le cadre du quatrième plan d'expansion de la ville d'Amsterdam en 1658.